# Мелько, Владислав Петрович
Владислав Петрович Мелько (бел. Уладзіслаў Пятровіч Мялько; род. 19 июля 2004, Вороново, Гродненская область) — белорусский футболист, защитник клуба «Торпедо-БелАЗ».

## Карьера

### БАТЭ
Воспитанник академии борисовского БАТЭ (первый тренер - Иван Мигаль). В 2021 году начал выступать за дублирующий состав. В июне 2022 года стал привлекаться к играм за основную команду. Дебютировал 18 июня 2022 года в матче Высшей Лиги против «Ислочи», выйдя на замену на 57-й минуте вместо Максима Володько. В сезоне сыграл за клуб по одному матчу в чемпионате и Кубке Беларуси.
«Год ездил на маршрутке: в пятницу после уроков в Минск, ведь школа БАТЭ располагается в столице и «на лицензии» играла в Минске, а в воскресенье обратно в Вороново, где тренировался сам. 2,5 часа уходило на дорогу в один конец. Потом поступил в колледж МТЗ-РИПО и жил в общежитии. Через 1,5 года его бросил, вернулся в школу в Воронове и поступил в БГУФК», — рассказал Мелько в интервью Bet News.

#### Аренда в «Торпедо-БелАЗ»
В январе 2023 года футболист проходил просмотр в жодинском «Торпедо-БелАЗ». В феврале 2023 года на правах арендного соглашения присоединился к жодинскому клубу. Дебютировал за клуб 4 марта 2023 года в матче Кубка Беларуси против солигорского «Шахтёра». Вышел в полуфинал Кубка Беларуси, победив в ответном четвертьфинальном матче 11 марта 2023 года солигорский клуб. Первый матч в чемпионате сыграл 18 марта 2023 года против брестского «Динамо». Первым результативным действием за клуб отличился 1 апреля 2023 года в матче против «Сморгони», записав на свой счёт голевую передачу. По итогу полуфинальных матчей Кубка Беларуси обыграл мозырскую «Славию» и вышел в финал. Стал обладателем Кубка Беларуси, где в финале 28 мая 2023 года одержал победу над борисовским БАТЭ. В июле 2023 года футболист вместе с клубом отправился на квалификационные матчи Лиги конференций УЕФА. По итогу ответного матча кипрский АЕК по сумме матчей оказался сильнее и вышел в следующий раунд. В матче 8 октября 2023 года против новополоцкого «Нафтана» футболист получил разрыв передней крестообразной связки и выбыл до конца сезона. По итогу сезона футболист вместе с клубом стал бронзовым призёром чемпионата. В высшей лиге был первой опцией в качестве «лимитчика», проведя 20 игр и заработав 0+4 по системе «гол+пас».

### «Торпедо-БелАЗ»
В январе 2024 года появилась информация, что футболист на полноценной основе станет игроком жодинского «Торпедо-БелАЗ». В январе 2024 года футболист официально покинул борисовский БАТЭ. Вскоре футболист официально присоединился к жодинскому «Торпедо-БелАЗ», с которым подписал трёхлетний контракт. Дебютировал в новом сезоне 30 марта в матче с минским "Динамо", пропустив из-за травмы около семи месяцев. Был признан лучшим игроком встречи по итогам голосования в социальных сетях клуба.

## Международная карьера
В марте 2022 года был вызван в юношескую сборную Беларуси до 19 лет. В июне 2022 года был вызван в сборную для участия в товарищеских спаррингах. Дебютировал за сборную 11 июня 2022 года в матче против сверстников из Узбекистана, проведя на поле 59 минут.
В мае 2023 года футболист попал в расширенный состав молодёжной сборной Беларуси. Дебютировал за сборную 15 июня 2023 года в товарищеском матче против России. В октябре 2023 года футболист вместе со сборной отправился на квалификационные матчи молодёжного чемпионата Европы.
07 июня 2025 года сыграл в товарищеском матче за молодежную сборную Беларусь (U-21) 1:1 Китай (U-22) под 3-м номером. Матч приурочен к открытию Национального футбольного стадиона Республики Беларусь.

## Достижения
«Торпедо-БелАЗ»
- Обладатель Кубка Беларуси: 2022/23